# 1554 en littérature
| Années de la littérature : 1551 - 1552 - 1553 - 1554 - 1555 - 1556 - 1557    |
| Décennies de la littérature : 1520 - 1530 - 1540 - 1550 - 1560 - 1570 - 1580 |

Cet article présente les faits marquants de l'année 1554 en littérature.

## Événements
- 3 mai : Pierre de Ronsard reçoit une Églantine  de l'Académie des Jeux floraux de Toulouse, convertie l’année suivante en une Minerve d’argent (prix décerné une seule fois)[1].

- 23 août : John Foxe, exilé à Bâle, reçois l'imprimatur du  Conseil de Genève sa première version du  « Livre des Martyrs », premier martyrologe protestant publié chez Jean Crespin[2] (finalisée à Bâle en 1559).

## Parutions

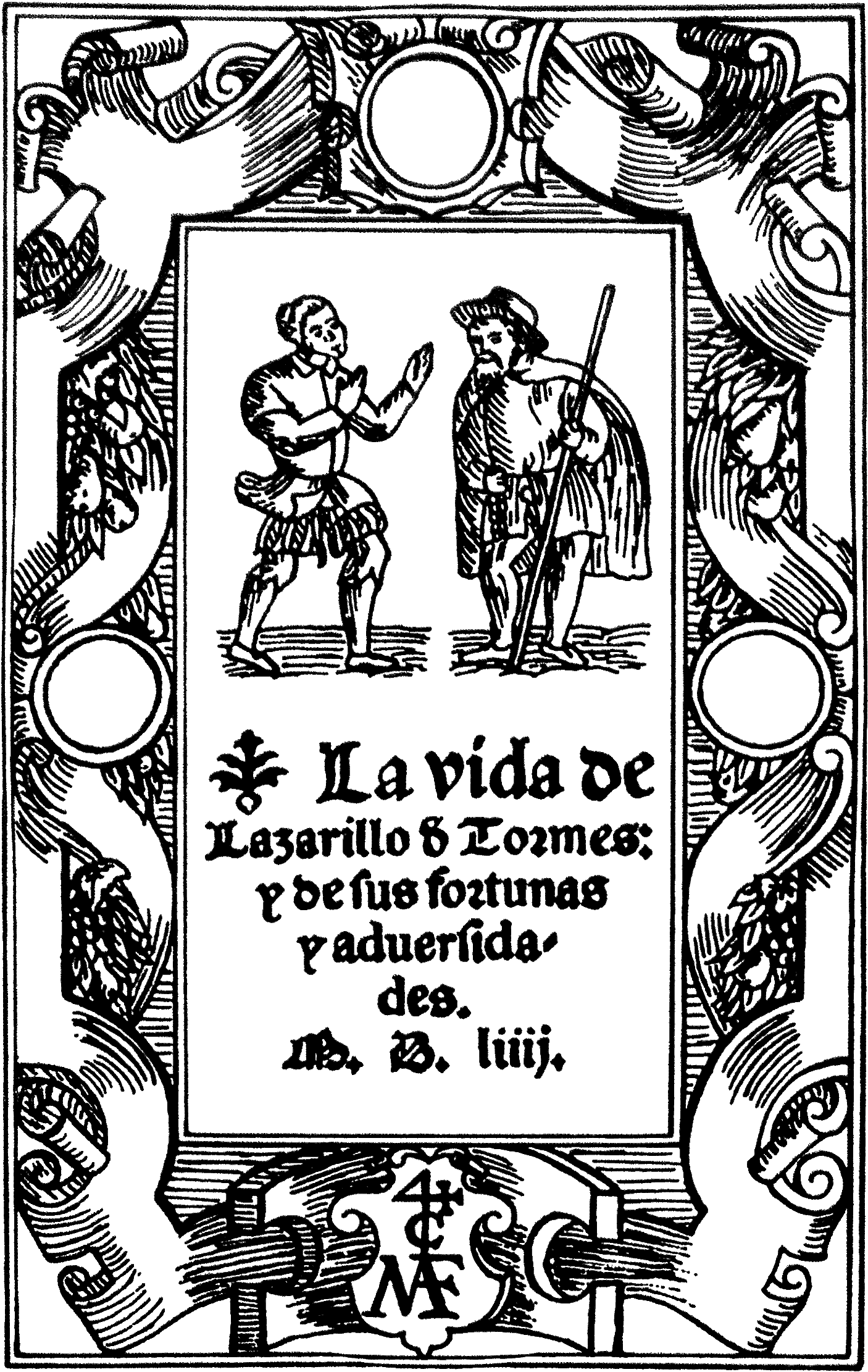
La Vie de Lazarillo de Tormes, Couverture de l'édition de 1554

- 26 février : El Lazarillo de Tormès, premier roman picaresque en prose, attribué à Hurtado de Mendoza, est publié sans nom d'auteur à Alcalá de Henares ; trois autres éditions paraissent presque simultanément  chez Martin Nuyts à Anvers, chez Juan de Junta à Burgos, et chez les frères Mateo et Francisco del Canto à Medina del Campo[3].

- Shebet Yehudah, « Le fléau de Juda », complainte de Salomon Ibn Verga (de) retraçant l’histoire des Juifs séfarades en Espagne, écrite en hébreu dans les années 1520, est imprimée pour la première fois à Andrinople[4]. Elle est traduite en espagnol par Meïr de León et publié à Amsterdam en 1640 sous le titre La vara de Judá[5].
- Der Jungen Knaben Spiegel, roman de Jörg Wickram, est publié à Strasbourg en langue alsacienne chez Jakob Frölich[6].

## Décès
- 13 avril : Sigismund Gelenius, humaniste et traducteur tchèque, né en 1497.